# Ilha da Conceição
Ilha da Conceição (del portugués Isla de la Concepción) es una isla y uno de los 48 distritos administrativos en que se divide la ciudad de Niterói, Río de Janeiro, en Brasil. Se encuentra en la zona norte de la ciudad, en la Bahía de Guanabara.
Hoy en día es el eje principal metalúrgico naval de Niteroi.  También alberga parte de la industria de la pesca en la ciudad. Tiene un acceso lateral por tierra. En la actualidad con la industrialización y con la instalación de fábricas, el barrio ofrece varias vacantes de empleo. Tiene problemas en términos de tráfico, debido al gran flujo de vehículos, ya que apenas hay una forma de acceder.